# Ferdinand Leffler
Ferdinand Leffler (* 12. prosince 1978, Kadaň) je český zahradní a krajinný designér a zakladatel ateliéru Flera. Kromě navrhování zahrad se věnuje propagaci oboru zahradní architektura.

## Kariéra
Vystudoval obor Krajinné plánování v kombinaci se zahradním inženýrstvím na České zemědělské univerzitě. V roce 2009 založil ateliér Flera, který tvoří projekty v soukromém i veřejném prostoru.

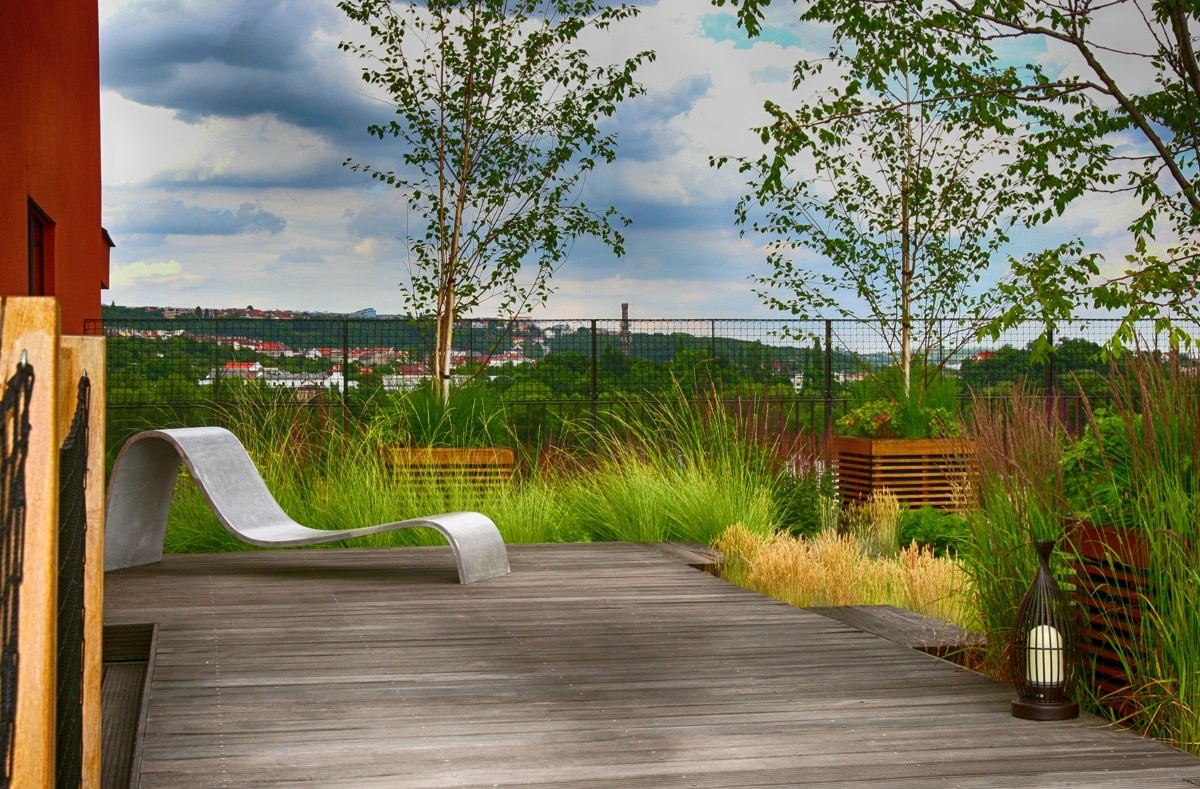
Zahrada roku 2014

V roce 2014 navrhl Leffler první projekt zahrady pro hotelový komplex Zuri Zanzibar v Zanzibaru spolu s ateliérem Flera a se zahradní architektkou Janou Pyškovou. Za svůj projekt střešní privátní zahrady v Praze-Holešovicích získal v roce 2014 Lefflerův ateliér Flera 1. místo v soutěži Zahrada roku, kterou hodnotí sedmičlenná odborná porota jmenovaná přestavenstvem Svazu zakládání a údržby zeleně. V této soutěži se od té doby ateliér Flera umístil ještě třikrát, v roce 2016 na 2. místě za soukromou zahrada v Olomouci,
v roce 2017 na 3. místě za zahradu v Říčanech,
a v roce 2022 na 3. místě za zahradu v Českých Budějovicích.

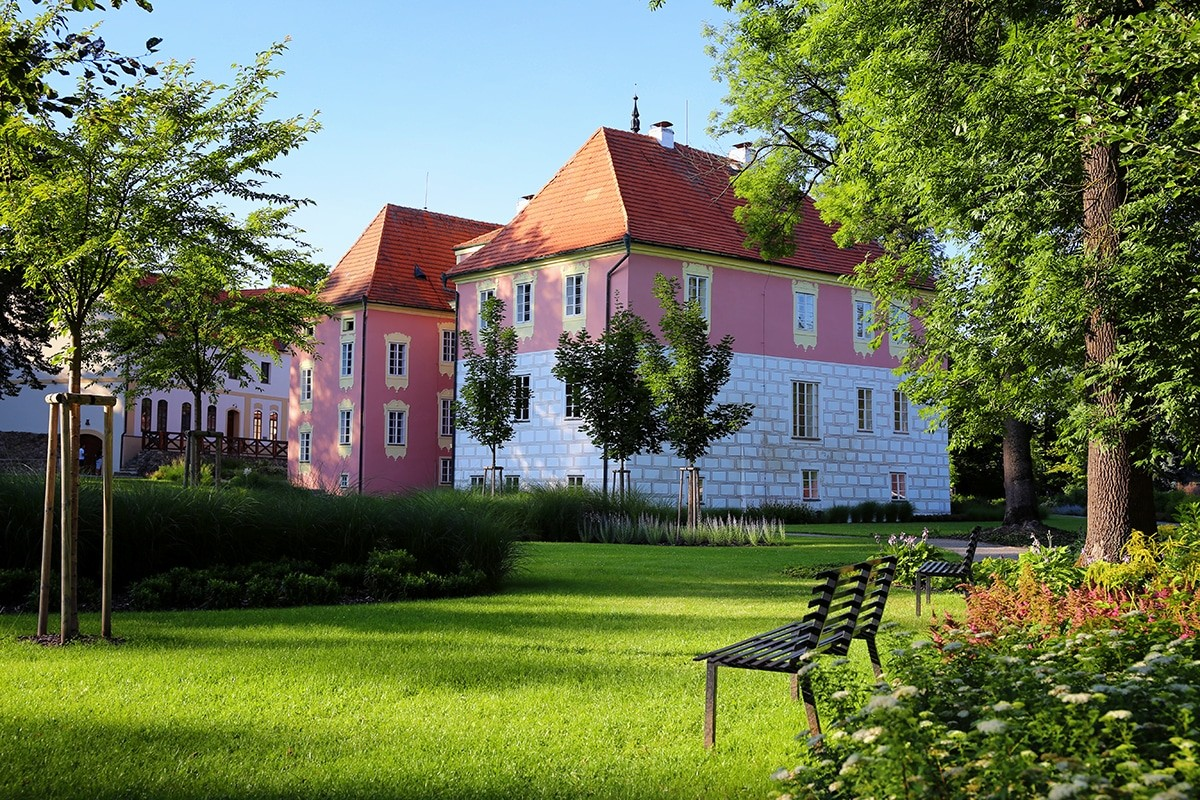
zahrada zámku Mitrowitz v Kolodějích nad Lužnicí

V roce 2015 navrhl s Annou Chomjakovou zahradu opravovaného soukromého zámku Mitrowitz v Kolodějích nad Lužnicí,
a v rozmezí let 2015 a 2017 také zámecký park ve Žďáru nad Sázavou spolu se svým ateliérem, Martinou Imramovskou a Janou Pyškovou.
Zahrada navržená v roce 2016 spolu s ateliérem Flera, Martinou Imramovskou a Markétou Hadačovou pro vilu Na Petřinách v Praze získala po svém dokončení v roce cenu Realitní projekt roku 2020 v soutěži Best of Realty, která je hodnocena porotou ze zástupců Asociace pro rozvoj trhu nemovitostí. V témže roce Leffler navrhl spolu s ateliérem Flera, Martinou Sarvašovou, Markétou Šindlarovou, Lukášem Rábkem a Kasií Dorda zahradu pro bytový komplex Barrandovská zahrada. Ten byl v soutěži Best of Realty 2019 oceněn 1. místem v kategorii Rezidenční projekty menšího rozsahu. Ateliér Flera se na přelomu roků 2016 a 2017 účastnil veřejné soutěže na obnovu parku Janka Kráľa v Trnavě, kde mu porota udělila 3. místo.
V roce 2017 se Leffler s ateliérem Flera, Markétou Šindlarovou, Kasiou Dorda a Martinou Imramovskou podíleli na návrhu pražského obytného komplexu Projekt Sakura, který byl nominován na finální shortlist architektonické soutěže WAN Awards 2017, Future Projects – Residential. Dále spolu s ateliérem Flera, Tomášem Sklenářem, Kasiou Dorda a Jitkou Ulwerovou navrhoval pro společnost Coast Capital Partners zahradu soukromé rezidence Chateau Troja Residence stojící východně od zahrad zámku Troja a navrhl se také s Ateliérem Flera a Annou Chomjakovou na návrhu luxusního resortu Art Villas v kostarické džungli poblíž městečka Uvita. V tomtéž roce se také Leffler podílel jako spoluautor a moderátor na pořadu České televize Ferdinandovy zahrady a společně s Terezou Frcalovou napsali knihu Žijte ve své zahradě. věnující se přístupům k plánování zahrad.
V roce 2018 navrhoval s Lenkou Kožíškovou a ateliérem Flera Pentagon Park v Mladé Boleslavi pro Škodu Auto a s Helenou Liškovou, Jitkou Ulwerovou a ateliérem Flera Urbanistickou koncepci města Harrachov Pro Karlín Group a Horizon Holding vypracoval spolu s ateliérem Flera, Tomášem Sklenářem a Lenkou Kožíškovou krajinný návrh nové čtvrti Zahálka v Modřanech.
V roce 2019 vyšla Ferdinandu Lefflerovi a Tereze Frcalové druhá kniha nazvaná Zelené pokoje, ve které přirovnávají jednotlivé části zahrady z hlediska funkce k místnostem v domě.
V soutěži Asociace pro rozvoj trhu nemovitostí Best of Realty 2021 se stala Rezidence U Boroviček se zahradou vítězem v kategorii Rezidenční projekty menšího rozsahu, kam bylo nominováno deset bytových projektů. V kategorii hotelů vyhrál Mosaic House Design Hotel.
Velký úspěch zaznamenala spolupráce Ferdinanda Lefflera a jeho týmu z ateliéru Flera v rámci rezidenčního projektu BARRANDEZ-VOUS, který v soutěži ESTATE AWARDS získal Cenu za veřejný prostor a urbanismus 
V roce 2023 vyšla Ferdinandu Lefflerovi třetí kniha pod názvem Zahrada je pro radost. Kniha názorně vysvětluje myšlenky předchozích dvou knih na příbězích 12 zahrad, které vznikly v ateliéru Flera. 

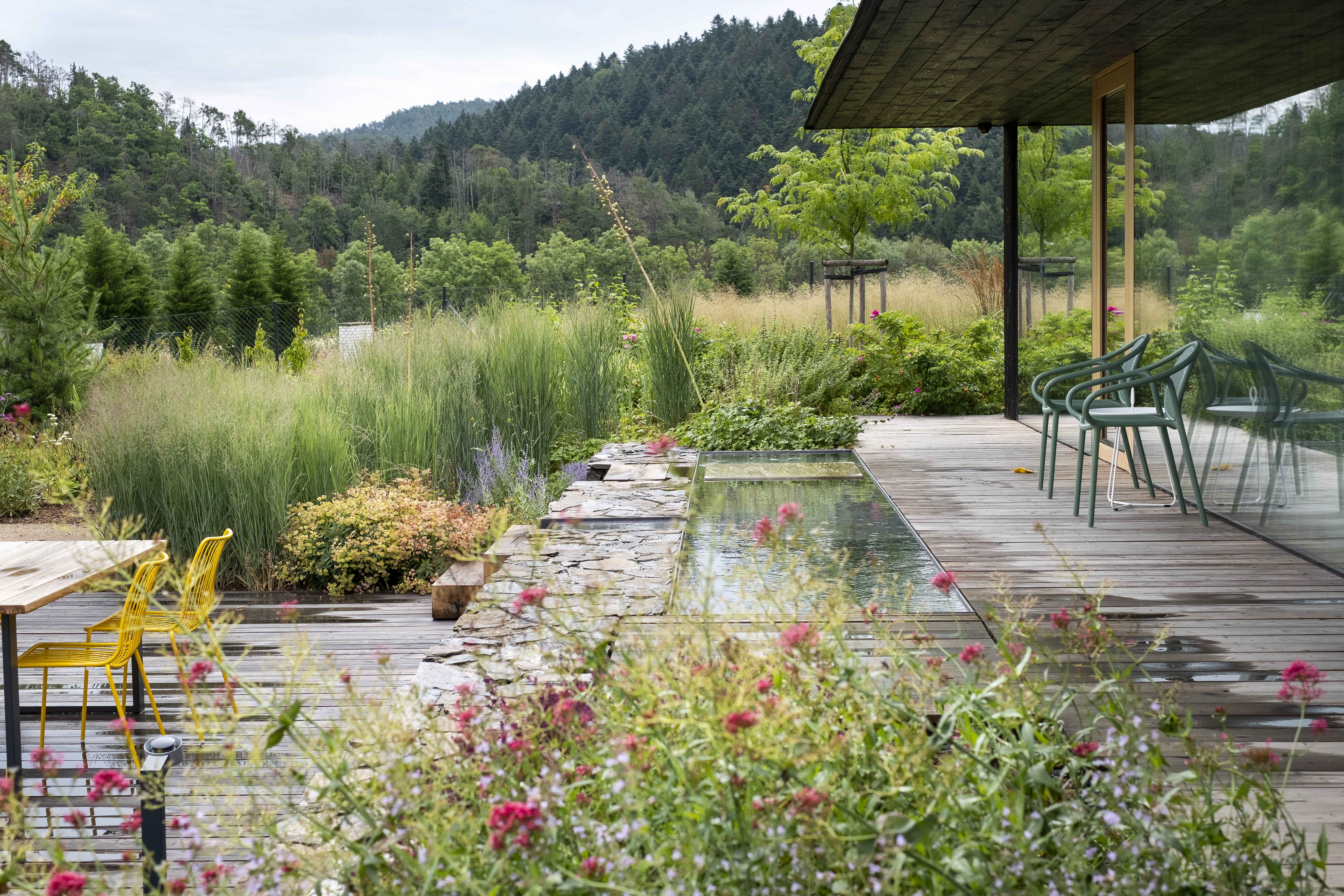
Zahrada roku 2024: 1. místo

Na podzim roku 2024 získala zahrada navržená Ferdinandem Lefflerem a jeho kolegyní Kateřinou Svobodovou 1. místo v soutěži Zahrada roku pořádanou Svazem zakládání a údržby zeleně. Zlatá medaile byla udělena za zahradu s názvem "Zahrada v meandru Vltavy". Porotu zaujalo zapojení zahrady do okolní krajiny, se kterou zahradu zcela splývá.  